# Exagonocyclina
Exagonocyclina es un género de foraminífero bentónico considerado un sinónimo posterior de Orbitoclypeus de la familia Discocyclinidae, de la superfamilia Nummulitoidea, del suborden Rotaliina y del orden Rotaliida. Su especie tipo era Orbitoides (Exagonocyclina) schopeni. Su rango cronoestratigráfico abarcaba el Eoceno.

## Clasificación
Exagonocyclina incluía a la siguiente especie:
- Exagonocyclina schopeni †